# Kōshi Inaba
Koshi Inaba (稲葉浩志, Inaba Kohshi) es un cantante japonés nacido el 23 de septiembre de 1964 en Tsuyama, Prefectura de Okayama.

## Biografía
Se graduó como profesor de matemáticas en la prestigiosa Universidad Yokohama National University. A pesar de ello, se dedicaba a grabar maquetas que mandaba a discográficas en busca de una oportunidad hasta que conoció a Tak Matsumoto y juntos formaron B'z, una famosísima banda de rock en Japón que debutó en el año 1988.
En el año 1997 lanzó al mercado Magma, su primer trabajo en solitario.
En el año 1999 colaboró con el guitarrista Steve Vai poniendo voz a la canción Asian Sky del álbum The Ultra Zone. También ha colaborado con Greg Upchurch y Stevie Salas entre otros.
Sus influencias musicales vienen de Deep Purple, Led Zeppelin, Aerosmith, Queen, Guns N' Roses, etc. Admira a David Coverdale, Slash, Robert Plant y especialmente a Steven Tyler.
En 2009, Koshi Inaba ha participado en la grabación de Slash, primer álbum en solitario de Slash, exguitarrista de Guns N' Roses. Koshi Inaba canta en el primer sencillo del álbum, "Sahara".

## Discografía

### Discos
- 1997 - マグマ (Magma) - 29 de enero
- 2002 - 志庵 (Shi-an) - 9 de octubre
- 2004 - Peace Of Mind - 22 de septiembre
- 2010 - Hadou - 18 de agosto
- 2014 - Singing Bird - 21 de mayo
- 2024 - 只者 (Tadamono) - 16 de junio

### Sencillos
- 1998 - 遠くまで (Tooku Made) - 16 de diciembre
- 2003 - KI - 11 de junio
- 2004 - Wonderland - 14 de julio
- 2010 - Okay - 23 de junio
- 2014 - Saturday - 30 de julio
- 2016 - 羽 (Hane) - 13 de enero
- 2016 - YELLOW - 24 de agosto
- 2023
  - BANTAM - 28 de enero
  - Stray Hearts - 26 de mayo
- 2024 - NOW - 1 de junio